# Pirámide (arquitectura)

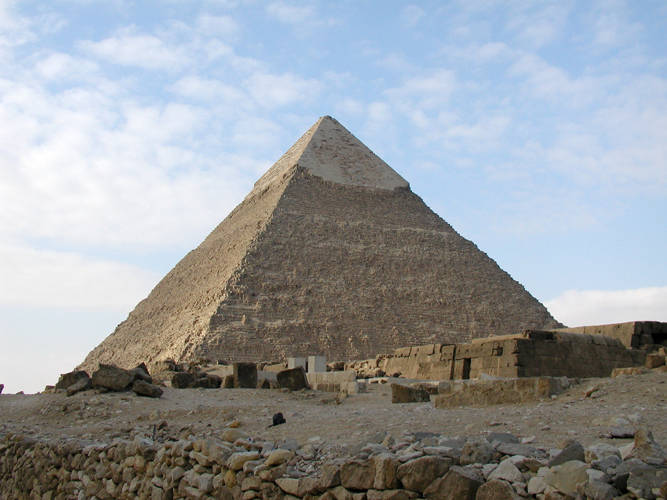
Pirámide de Kefrén, en la Necrópolis de Guiza

Templo de Kukulkán, en Chichén Itzá

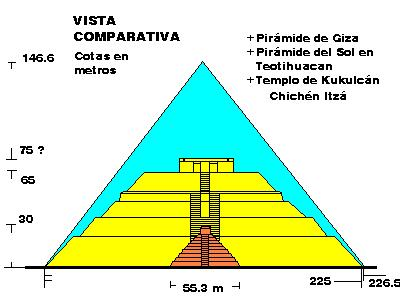
Comparativa mostrando tres de las pirámides más importantes.

En arquitectura, una pirámide (del latín pyrămis, -ĭdis, y este del griego πυραμίς, -ίδος pyramís, -ídos; propiamente 'pastel de harina de trigo de forma piramidal', derivado de πυρός pyrós 'harina de trigo') es un edificio monumental de forma piramidal que suele tener una base cuadrada. Antiguamente, en el antiguo Egipto o China, estas construcciones se utilizaban como sepulcro y en las civilizaciones precolombinas se usaban como templo, normalmente con una función funeraria.
En el antiguo Egipto las pirámides eran tumbas donde se enterraba un faraón, una reina o los nobles que formaban parte de la corte del faraón. Los egipcios las denominaban mer. Eran el centro de un vasto complejo arquitectónico. Su uso se extendió posteriormente a Kush, aunque allí eran de pequeñas dimensiones y su forma externa difería de las egipcias. Estos grandes monumentos funerarios evolucionaron a partir de las mastabas hasta llegar a conformar construcciones colosales como las del complejo de la necrópolis de Guiza. La primera pirámide de la que se tiene constancia es la pirámide escalonada de Zoser, atribuida a Imhotep, construida hacia el 2700 a. C. en Saqqara.
Las primeras pirámides con paredes completamente lisas, las llamadas «clásicas», están datadas hacia el 2500 a. C., como la pirámide de Meidum, que en la actualidad se encuentra medio derruida. Las pirámides que se pueden considerar de referencia son las de las dinastías III-VI de Egipto (2650-2345 a. C.). En la época de los césares romanos empezaron a construirse tumbas gigantescas y algunas de ellas, como la conocida como pirámide Cestia, están claramente inspiradas en los modelos existentes en el Egipto ptolemaico. En este amplio espectro de construcciones piramidales también  encontramos ejemplos más actuales, algunas construidas en pleno siglo XX, como el Luxor Hotel de Las Vegas Strip (1993) o la pirámide de vidrio del Museo del Louvre (1989).

## Historia

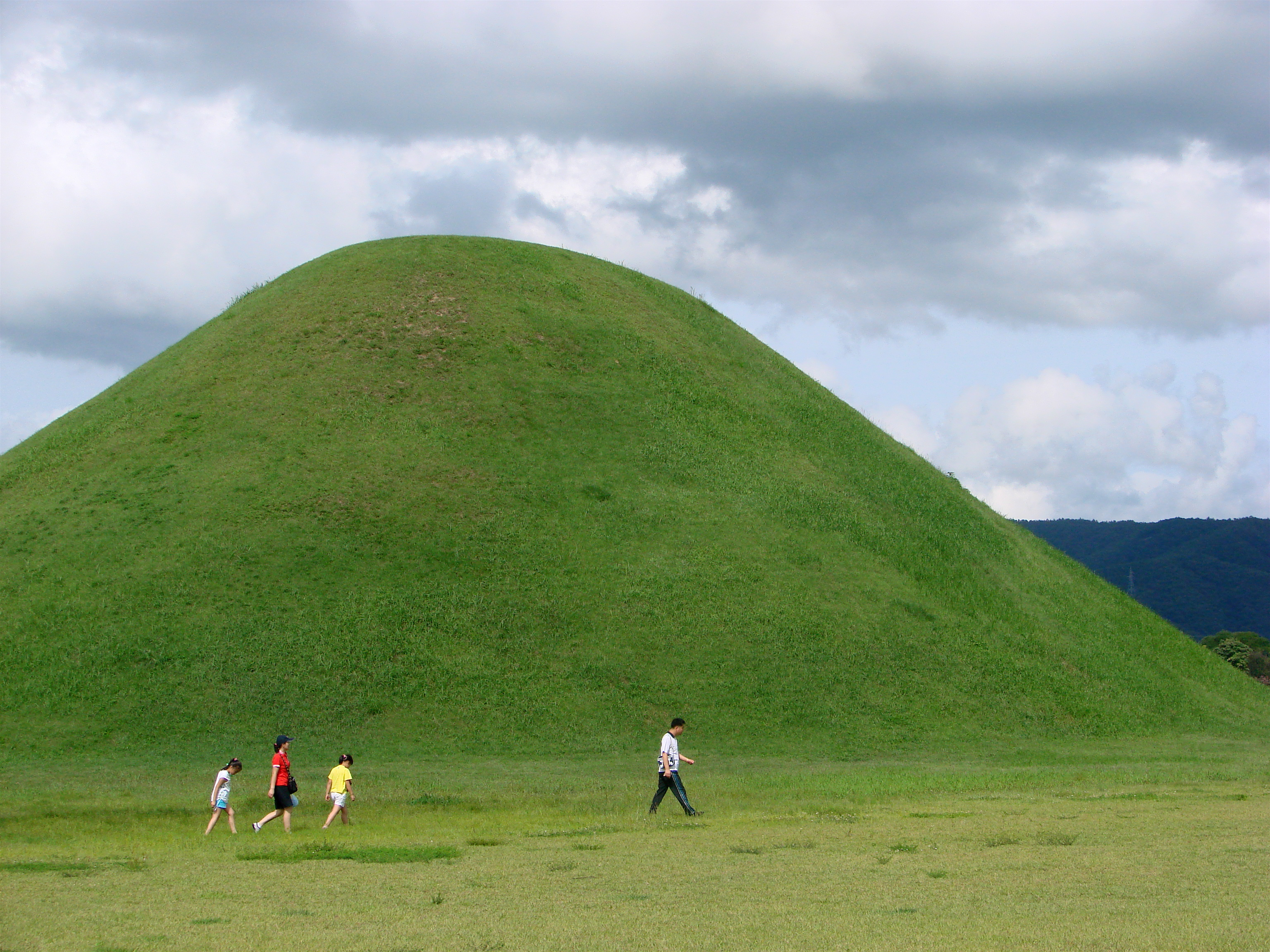
Túmulo funerario de los reyes silla en Corea

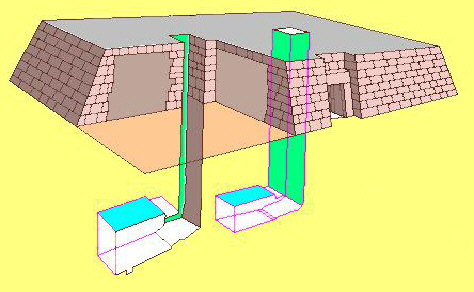
Esquema de una mastaba

A menudo se ha discutido sobre el origen de la forma piramidal en la construcción humana. Las pirámides surgieron en diferentes civilizaciones sin contacto entre sí, lo cual ha dado lugar a especulaciones de toda índole. Desde un punto de vista meramente estructural o constructivo, la forma piramidal es el resultado casi inevitable del simple deseo de ganar altura utilizando como material básico la piedra. Las primeras construcciones en poblados primitivos eran de planta circular, normalmente con una base de piedras, los muros de barro y cercadas de tal manera que acababan siendo como unas semiesferas; así se puede observar en una reconstrucción del poblado del yacimiento arqueológico de Khirokitia, en Chipre, un poblado que se remonta a mediados del siglo IV a. C.
En muchas culturas el túmulo sepulcral constituía una forma arquitectónica simple. Este tipo de monumento se realizaba después de que el cuerpo de un individuo muerto fuera inhumado. Se hacía un pequeño relieve y con tierra se construían estructuras tumularias de piedra muy primitivas, probablemente para hacer más fácil la localización de la tumba, siguiendo unas tradiciones religiosas determinadas; la mayor parte de estos monumentos funerarios han desaparecido por la erosión sufrida por el terreno. Así, las primeras construcciones de piedra obedecieron a propósitos funerarios o religiosos y tanto el antiguo Egipto —con las mastabas— como América ya adoptaron una forma troncopiramidal característica. La razón de adoptar esta forma también se debía a la necesidad de estabilizar los montones de piedra, puesto que debido la presión ejercida por el acopio del material el terreno solía ceder y hundirse por los lados, ocasionando grietas o incluso derrumbes.
Con el tiempo se empezaron a levantar tumbas y plataformas religiosas sobre estas construcciones, quizás con la intención de mostrar un poder superior al de los anteriores gobernantes. Este tipo de prácticas derivaron en las pirámides escalonadas, un tipo de construcción muy similar a los zigurat mesopotámicos, que aparecieron en el siglo IV a. C. y que a partir del siglo IV a. C. se convirtieron en templos religiosos. Se conocen unas treinta y cinco torres zigurat construidas en veintisiete ciudades que datan de esta época y que perduraron hasta la llegada del Imperio neobabilónico (626 a. C.-539 a. C.). La construcción en Babilonia de la torre Etemenanki, dedicada a Marduk (en ocasiones asociada con la torre bíblica de Babel), una edificación que fue reconstruida varias veces hasta su completa destrucción hacia el año 323 a. C., poco después del último intento de conservarla por parte de Alejandro Magno.
No hay constancia de los motivos que generaron los cambios que condujeron a la construcción de la típica pirámide prismática, aunque no se puede descartar que el salto formal fuera simplemente de carácter estético. Existen dos teorías fundamentales sobre esta cuestión. Una es la de los positivistas —como Ludwig Borchardt y Flinders Petrie—, que consideran que el resultado de la forma de la pirámide es el trabajo de varias generaciones de arquitectos que, junto con las posibilidades técnicas de cada momento, lograron la forma arquitectónica perfecta. La segunda es la de los simbolistas —como Ernesto Schiaparelli—, que se basan en significados de tipo simbólico, como la asociación de la pirámide al disco solar, imagen que se capta cuando el sol surge entre dos montañas, con lo que, además de su uso funerario, también servía como parte del culto al dios Ra y a la diosa Hathor. Plinio el Viejo afirmaba que los obeliscos eran como rayos de sol petrificados y que su forma geométrica no era casual sino que representaba rayos de luz que empezaban en el extremo superior de la pequeña pirámide y llegaban hasta su base con el fin de calentar la tierra. Así las escalas de las pirámides permitían a los faraones su ascensión a la región celestial y, además, el hecho representaba de manera simbólica la energía imprescindible para la existencia de la vida.

## Pirámides de Egipto
| U23 | G17 · r | O24 |

| U23 | G17 · r | O24 |

En el periodo de las primeras dinastías del Antiguo Egipto, los poderosos que disponían de bastantes medios económicos eran enterrados en unas estructuras de base rectangular, techo plano y muros laterales inclinados denominadas mastabas. Posteriormente está documentada la construcción de un tipo de pirámide atribuida al arquitecto Imhotep, que diseñó el que los egiptólogos consideran que es una tumba para el faraón Zoser. Imhotep se considera que fue lo primero en concebir la idea de apilar las mastabas, llevando a cabo la creación de un edificio compuesto por una serie de escalones conseguidos con la disminución de la medida de la base hacia el ápice; el resultado fue la pirámide escalonada de Zoser, que fue diseñada para servir como una escalera gigantesca mediante la cual el alma del faraón muerto podía ascender hacia los cielos. Fue tal la transcendencia de los éxitos de Imhotep, que posteriormente fue deificado por los propios egipcios.
La mayoría de las pirámides descubiertas en Egipto fueron construidas como tumbas para los faraones y sus consortes durante el Imperio Antiguo y el Imperio Medio. La Gran Pirámide de Guiza, construida por Keops (Jufu), es una de las Siete maravillas del mundo antiguo y la única que ha sobrevivido hasta nuestros días.

### Simbolismo

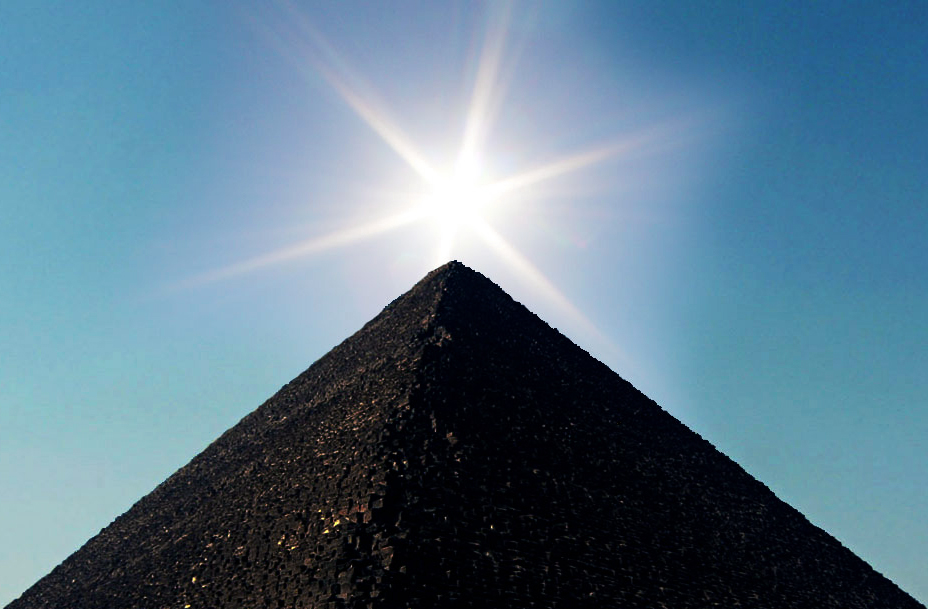
El sol sobre la Gran Pirámide de Guiza

Aunque en general hay acuerdo al afirmar que las pirámides eran monumentos funerarios, hay un desacuerdo sobre los principios teológicos que podrían haber enmarcado esta funcionalidad. Una teoría afirma que podría haber sido diseñada como una especie de «máquina de resurrección». Los egipcios creían que la zona oscura del cielo nocturno, alrededor de la cual parecen girar las estrellas, era la entrada física a los cielos. Uno de los ejes estrechos que se extiende desde la cámara mortuoria principal a través de todo el cuerpo de la Gran Pirámide apunta directamente hacia el centro de esta parte del cielo, lo que sugiere que la pirámide podía haber sido diseñada como un medio para ayudar el alma del faraón difunto en su viaje hacia la residencia de los dioses. Todas las pirámides de Egipto fueron construidas en la orilla oeste del Nilo, ya que en la mitología egipcia la puesta de sol se asociaba con el reino de los muertos.
Las pirámides se elevaban hasta el cielo y ayudaban al faraón, considerado un ser divino, en el momento de abandonar la tierra para facilitarle el retorno a la morada de los dioses, lugar de donde había venido. Por esta misma razón, los egipcios creían que había que conservar el cuerpo e impedir que se corrompiera, lo que conseguían mediante un método muy elaborado de embalsamamiento. Justo en el centro de la pirámide se encontraba el sepulcro, normalmente de piedra, y en torno a la cámara mortuoria había escritos con hechizos y conjuros para facilitar el tráfico del muerto hacia el otro mundo. No solo era importante conservar el cuerpo, sino que hacía falta que hubiera una escultura con su busto que se colocaba dentro de la cámara sin que la viera nadie; así la magia funcionaba y el alma podía revivir. Los egipcios denominaban a los escultores como «aquel que mantiene vivo».

### Sistema y tipos de construcción

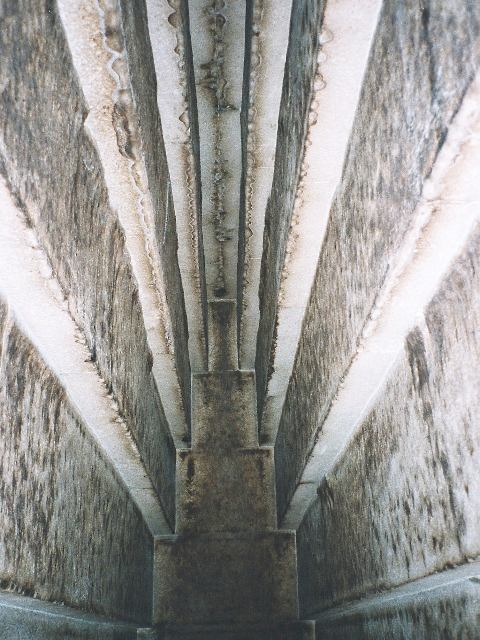
Falsa bóveda en la Gran Pirámide de Guiza

Algunas pirámides no eran simples acopios de piedra, puesto que requerían para su construcción habilidad, ingenio, capacidad organizativa y gran cantidad de mano de obra. Aunque algunas civilizaciones, como la egipcia, ya conocían el arco de descarga, utilizaron preferentemente las estructuras adoveladas. Sin embargo, los grandes dinteles de piedra no podían soportar las fuertes presiones ejercidas sobre ellas sin fracturarse, de forma que para abrir aposentos y pasillos interiores recurrieron a la técnica de la falsa bóveda, solución arquitectónica consistente al ir aproximando ligeramente y de forma escalonada las hiladas de los muros; esto había que hacerlo hasta conseguir un efecto similar al de un arco apuntado, pero con dovelas horizontales. Aunque todas las pirámides tenían la misma base cuadrada y las mismas diagonales que se elevaban en dirección al punto central superior, los estudios arqueológicos han demostrado que cada una presentaba unas variaciones constructivas interiores diferentes, debidas principalmente a cómo se construía el núcleo central.
La ausencia de documentos no ha permitido conocer los métodos constructivos empleados en la construcción de las antiguas pirámides pero, al no haber constancia del uso de la rueda, las teorías más aceptadas se inclinan por el uso de rampas o espirales exteriores sobre las cuales se harían deslizar los bloques mediante palancas.
El recubrimiento exterior de estas edificaciones varió mucho de unas culturas a otras y se han encontrado desde revestimientos de piedra calcárea hasta estucos. El núcleo interior podía constituirse con capas de piedra y barro —que en el interior de la pirámide se inclinaban—, por escombros de piedras dentro de muros de carga o por ladrillos.] Con el paso de los años las piedras que cubrían el exterior fueron utilizadas en otras construcciones, por lo que el núcleo interior quedó a la intemperie, expuesto a los elementos exteriores, degradándose y llegando a quedar destruido.

### Orientación

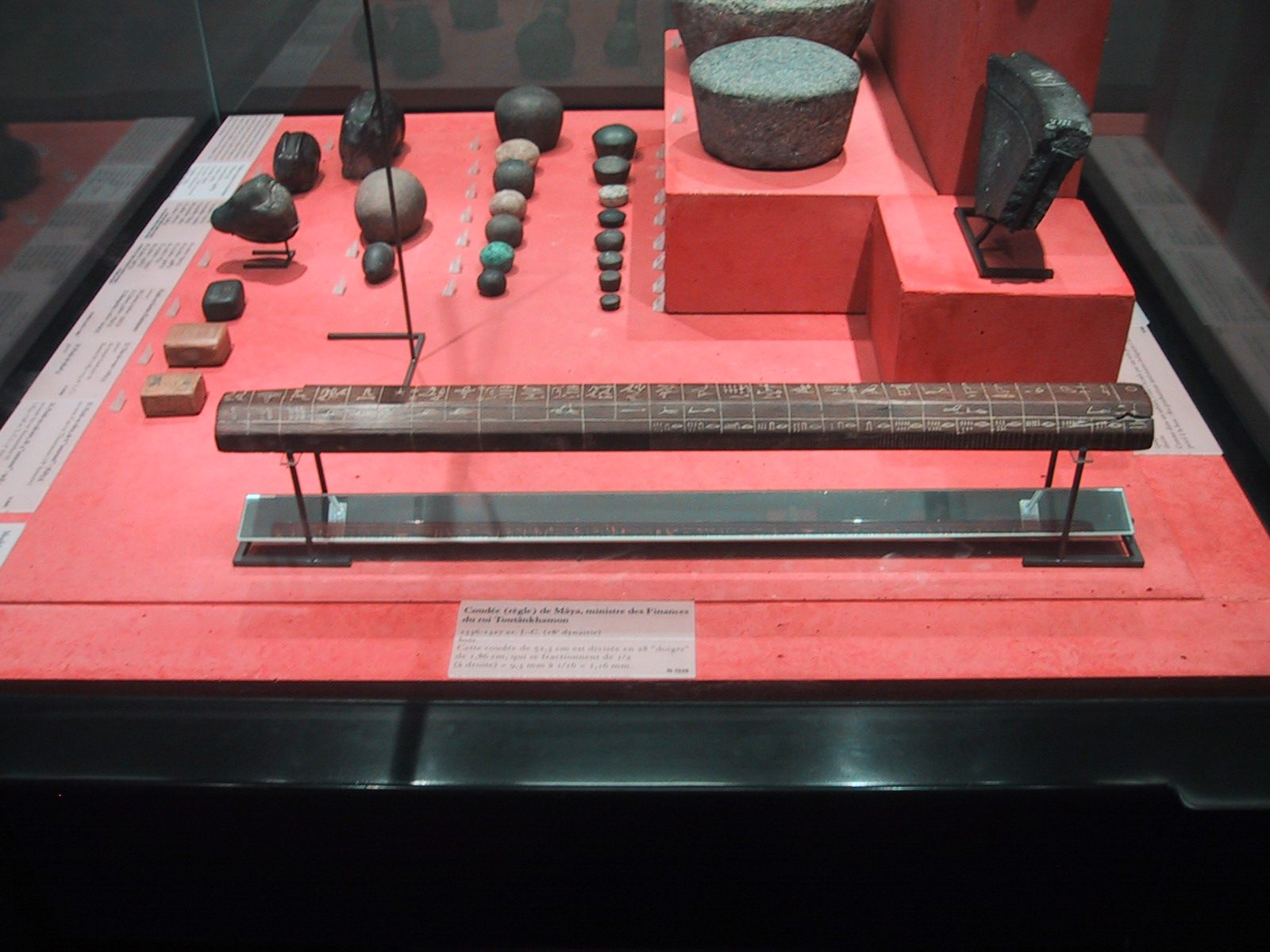
Codo egipcio en el Museo del Louvre

Las caras de las pirámides están orientadas en dirección a los cuatro puntos cardinales. Ya por el Imperio Antiguo se orientaban de una manera muy precisa, hecho que se puede observar en la disposición de la Gran Pirámide de Guiza, en la que la mayor desviación que se ha encontrado es de 3'26" de arco. El egiptólogo I. E. S. Edwards consideraba que esta precisión solo podían haberla conseguido gracias a unos amplios conocimientos astronómicos, con cálculos realizados teniendo presente la disposición de las estrellas. Otra teoría propone que podría haberse calculado con la observación del Sol cuando sale y cuando se pone, midiendo los ángulos iguales pero opuestos desde el norte. Este método está basado en la colocación de una estaca con una plomada vertical y se mide su sombra unas tres horas antes del mediodía, con lo que la longitud es el radio de un círculo; la sombra va desplazándose hasta llegar a finalizar el círculo y forma un ángulo recto con la línea anterior de la sombra del mediodía y en la bisección del ángulo se encuentra el norte. Este método es más preciso durante los solsticios.
Para obtener las características de un cuerpo piramidal cuadrangular se crean alternativamente varios cuadrados, un sobre el otro, siempre disminuyendo de manera proporcional su medida. Este cálculo geométrico, que parece simple, cuando se tiene que realizar en una escala monumental requiere una gran precisión, puesto que con tan solo una pequeña desviación en las diagonales, la cúspide quedaría descentrada. Los constructores egipcios tenían una medida denominada codo real egipcio (mḥ nsw) que son unos 52,4 centímetros, y podían obtener la pendiente midiendo unidades de altura y base. Para la inclinación de la pirámide de Keops tendrían que haber medido 14 unidades hacia arriba y 11 hacia el interior.

### Piramidión

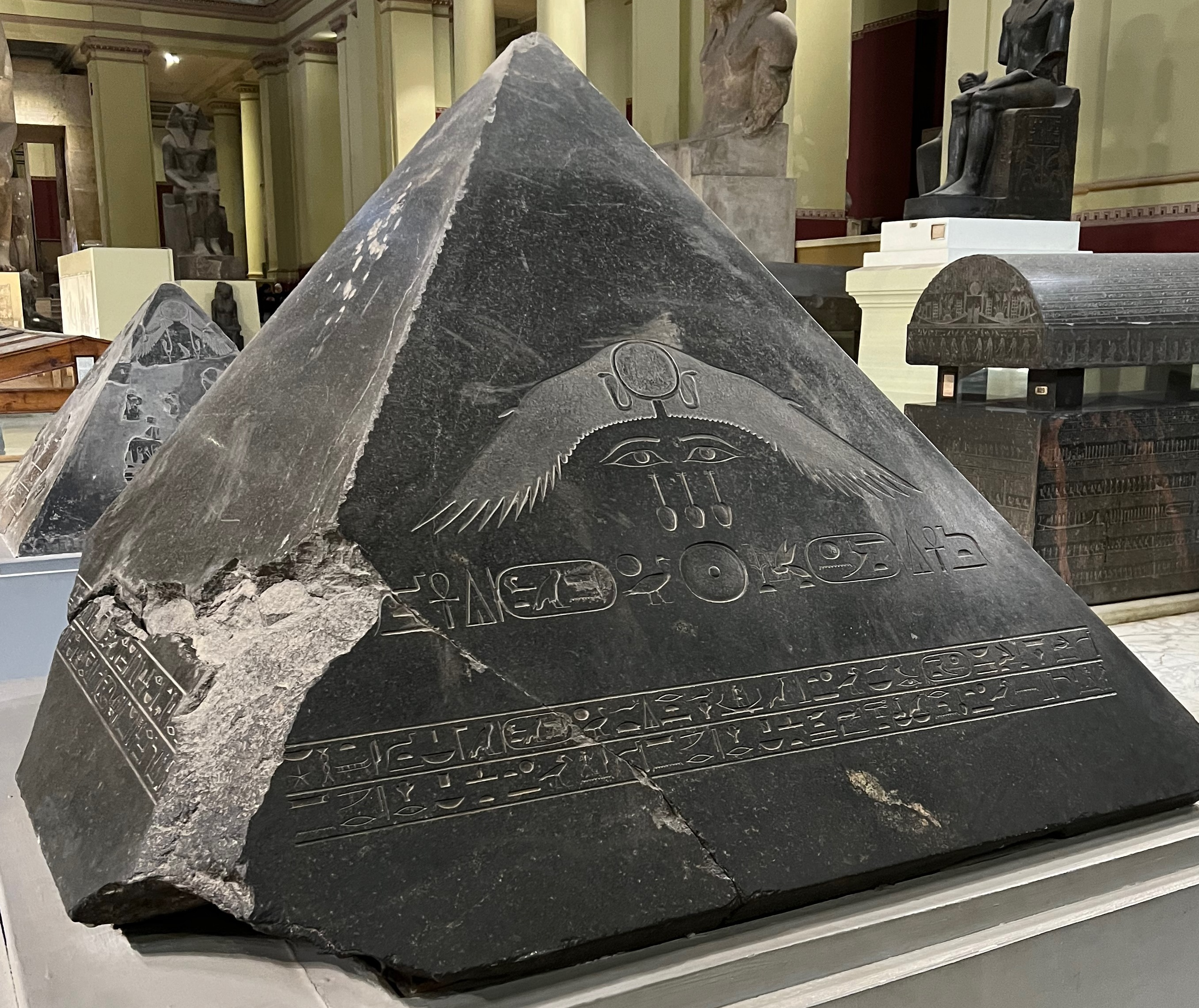
Piramidión de Amenemhat III en el Museo Egipcio de El Cairo

El piramidión es la pieza pétrea de forma piramidal cuadrangular que se situaba en la parte más alta de los obeliscos y las pirámides. Simbolizaba el lugar donde se situaba el dios solar Ra o Amón, en la cúspide del monumento, en el punto de unión entre el Cielo y la Tierra. El piramidión se solía realizar con materiales como la piedra caliza de Tura —por ejemplo la Pirámide Roja de Seneferu (Dinastía IV)—, o granito negro —como el utilizado en la pirámide de Jendyer (Dinastía XIII)—. Esta pieza generalmente se recubría de oro, bronce u otra aleación de metal para conseguir que resplandeciera cuando la luz del sol incidía sobre ella.
El piramidión de la Pirámide Negra del faraón Amenemhat III, descubierto en 1990, se encuentra en Dahshur, a unos 40 kilómetros de El Cairo. En una de sus caras tiene un grabado de una esfera solar alada esculpida en relieve y debajo hay dos ojos sagrados que representan los ojos del faraón que está mirando el sol desde el interior de la pirámide; bajo ellos hay grafiados tres signos que significan nefer (perfección o belleza), así como un jeroglífico con el nombre y el título del faraón.

### Canteras
Las primeras pirámides fueron construidas en piedra y se supone que todas ellas tenían cerca una cantera para el suministro del material principal; por ejemplo, la cantera de Guiza se encuentra a unos trescientos metros de la Gran Pirámide y en ella se aprecia una gran cavidad en forma de herradura de unos treinta metros de profundidad. La piedra caliza blanca necesaria para el recubrimiento final procede de Tura, una localidad que estaba cerca del actual El Cairo. Otros materiales que se utilizaron fueron el granito, que se llevaba desde Asuán, el basalto y el yeso procedentes de Fayún, o el cobre, transportado desde el Sinaí.
En las canteras se encuentran unos grandes canales, anchos y profundos; se cree que necesitaban hacerlos por la carencia de herramientas de hierro, pues cuando se tienen herramientas de este material, los canales que se abren cerca de un bloque que se quiere extraer se martillean con cuñas de hierro hasta que el bloque deseado se agrieta por debajo. En aquellos tiempos los obreros tenían que utilizar grandes palancas de madera para separar los bloques, por lo que necesitaban un espacio mayor por los canales de paso necesarios para maniobrar. En las canteras de Tura, donde había una piedra caliza de gran calidad, los trabajadores abrían túneles por debajo las primeras capas, quedando como una especie de galería donde podían excavar para conseguir la piedra.

### Herramientas empleadas

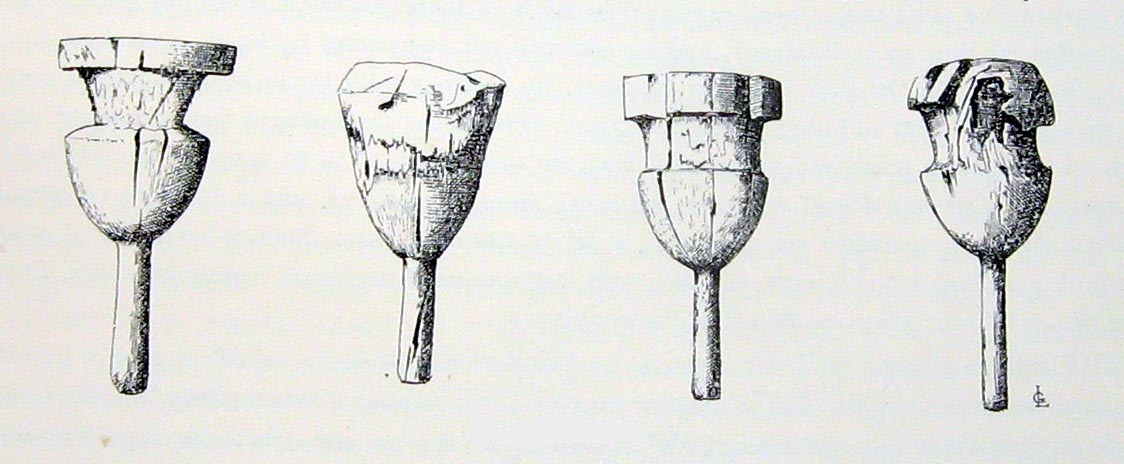
Mazos egipcios

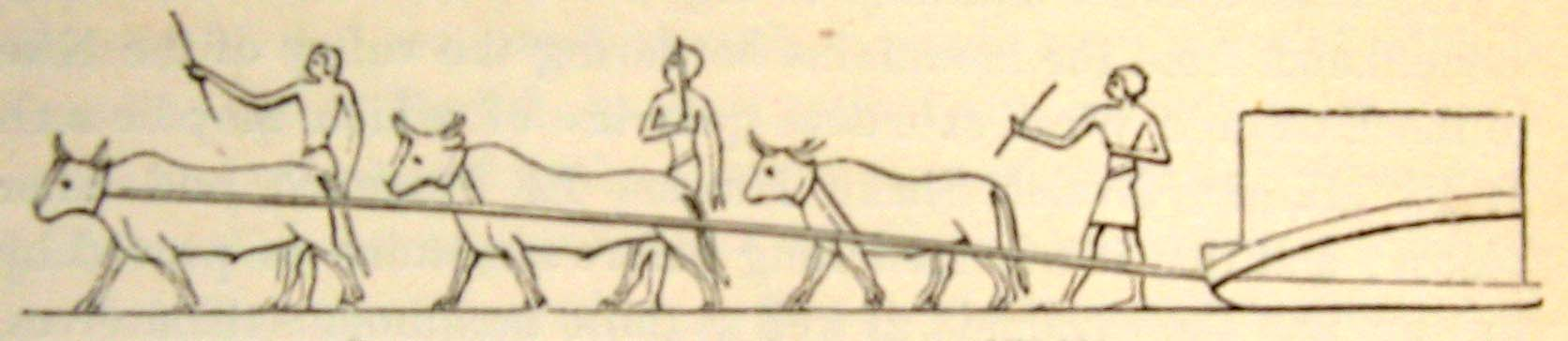
Relieve donde se aprecia el transporte de piedra por medio de bueyes

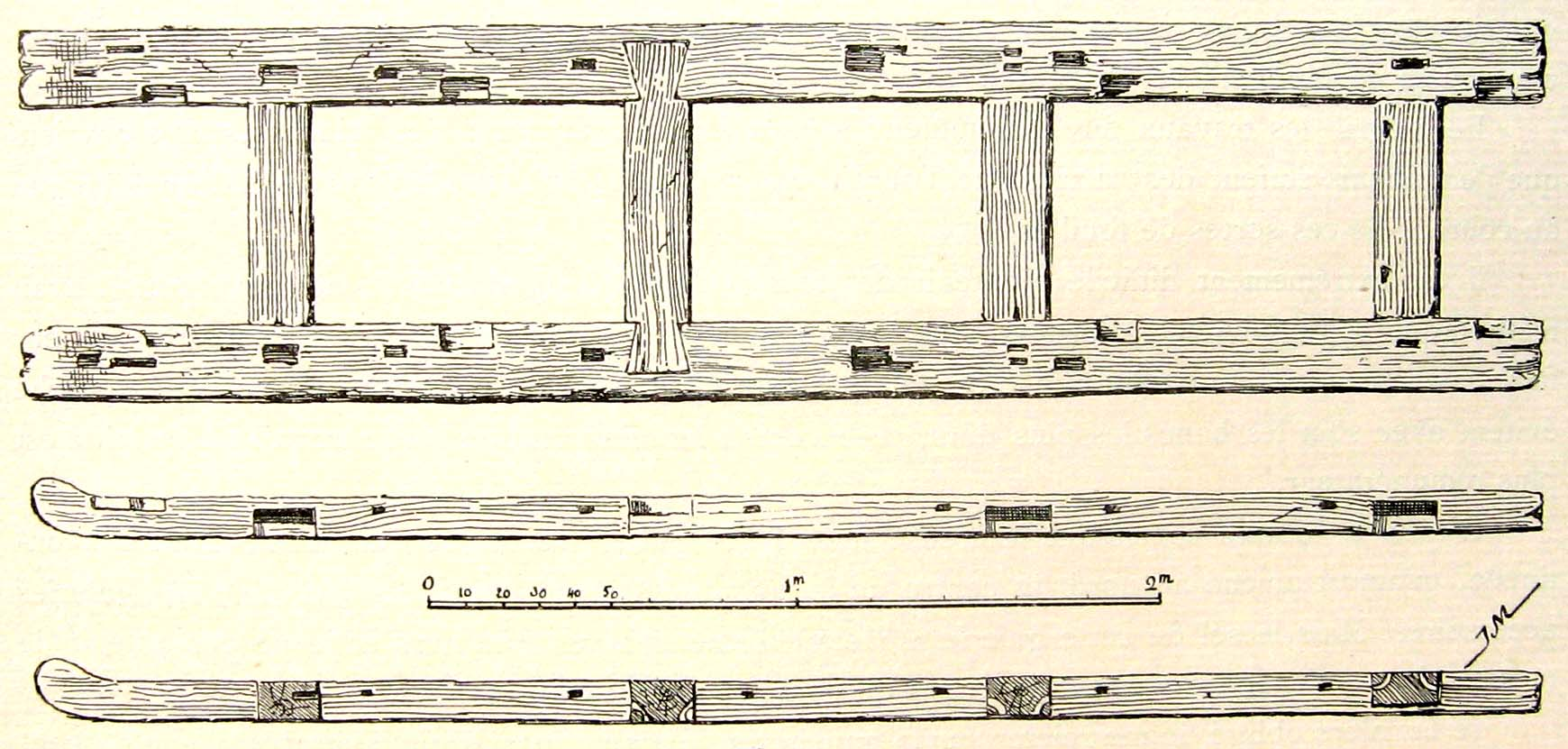
Trineo de Sesostris III

Para la extracción de granito de las canteras de Asuán se abrían canales usando mazos de diabasa. Esta técnica está bien referenciada, puesto que se han encontrado grandes cantidades de mazos en la propia cantera. Según el arqueólogo y egiptólogo estadounidense Mark Lehner «Ser enviado a (las canteras de) granito era, sin duda, ser condenado al más miserable de los trabajos de los constructores de las pirámides».
El proceso de cortado de las piedras era extremadamente lento debido a la gran dureza de las piedras graníticas. Para trabajarlas se utilizaron herramientas de bronce y sílex y el pulido se conseguía mediante el frotado con el mismo polvo de las piedras o con abrasivos más duros como el polvo de cuarcita.

### Suministros y transporte
Otro material que se necesitaba en gran cantidad era la madera, utilizada como combustible para el fuego de las forjas y para poder fabricar herramientas, además de para los hornos donde se elaboraba pan, un alimento básico de los trabajadores. También era necesaria una infraestructura para el suministro de otros tipos de alimentos, como cereales, pescado y carne. El combustible y el alimento se transportaban en pequeños barcos, naves de las que perduran numerosas representaciones en los relieves de las tumbas del Imperio Antiguo.
El transporte a través del Nilo fue un medio de comunicación esencial para los antiguos egipcios; disponían de barcos adaptados a todo tipo de cargas, como se puede observar en una escena de un relieve de la Pirámide de Unis. Una vez realizada la descarga, el transporte por tierra se realizaba utilizando la tracción animal, pero también mediante numerosa mano de obra destinada a la acción de arrastrar los materiales; así ha quedado grabado en varios relieves. La carencia de la rueda hace suponer que se ayudaban de una especie de trineos.

### Rampas

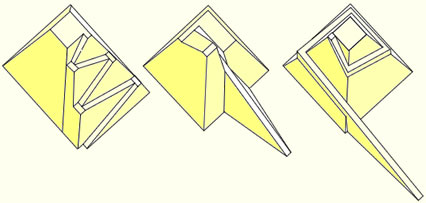
Tipos de rampas: rampa en zigzag (izquierda), recta (centro) y en espiral (derecha)

Los estudios realizados para averiguar qué clase de rampas utilizaban para hacer posible la construcción de una pirámide han dado pie a múltiples teorías. Quizás usaban una rampa recta apoyada contra una cara de la obra, pero aquí se abren varias opciones porque podría ser que necesitaran ocupar toda una cara de la pirámide o solo una parte de ella; en este segundo caso, haría falta que la rampa fuera muy estrecha y con la altura precisa para llegar hasta el final de la pirámide. Además, para mantener una pendiente adecuada tendría que haberse ido elaborando a medida que se levantaba la construcción.
Otra poción podría ser una rampa con forma de espiral que rodeaba la pirámide y ascendía sobre las hiladas de la pirámide escalonada cuando esta todavía no se había cubierto con la última capa de piedra. No obstante, las pruebas realizadas en la cara norte de la Pirámide de Micerino mostraron que, al menos, las caras inacabadas no estaban escalonadas y, por lo tanto, no hacía posible este tipo de rampa. Otra teoría similar presenta una rampa en zigzag realizada sobre una cara de la pirámide pero que presenta casi los mismos problemas que la rampa en espiral.

### Lista de pirámides egipcias

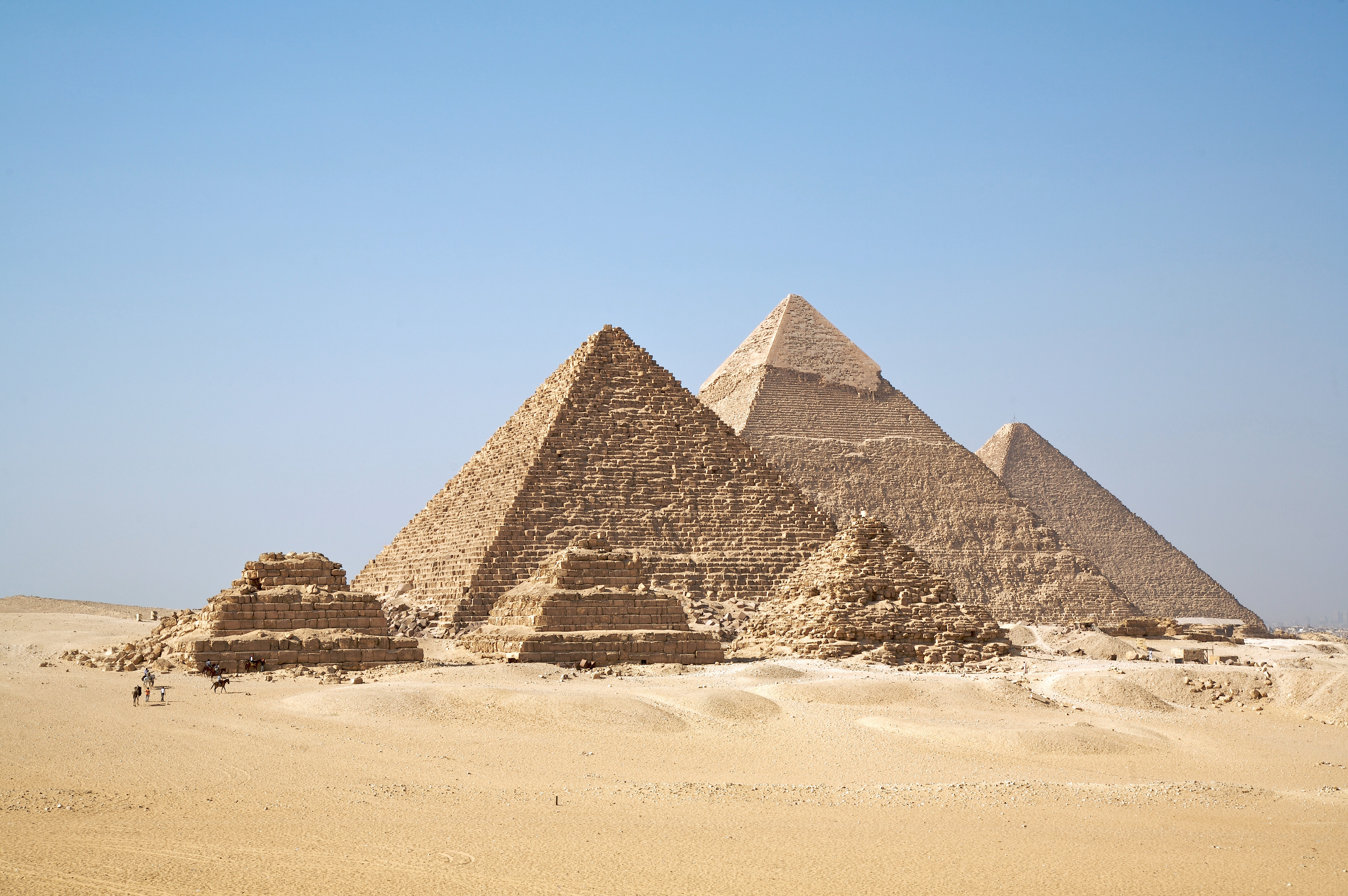
Pirámides de la Necrópolis de Guiza

Hasta el año 2008 se habían descubierto unas 140 pirámides en Egipto. Entre las más importantes se pueden citar:
- Pirámide escalonada de Zoser, en Saqqara
- Pirámide Acodada, en Dahshur
- Pirámide Roja, en Dahshur
- Pirámide Negra, en Dahshur
- Pirámide de Keops, o Gran Pirámide, en Guiza
- Pirámide de Kefrén, en Guiza
- Pirámide de Micerino, en Guiza
- Pirámide de Sahura, en Abusir
- Pirámide de Neferirkara, en Abusir
- Pirámide de Nyuserra, en Abusir
- Pirámide de Unis, en Saqqara

## Pirámides nubias

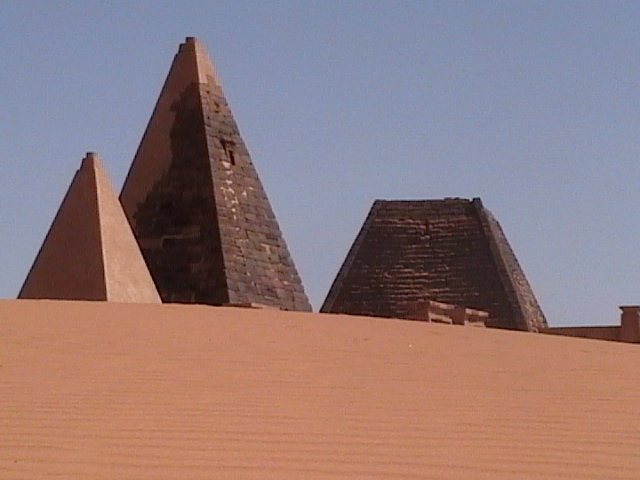
Pirámides de Meroe, Sudán

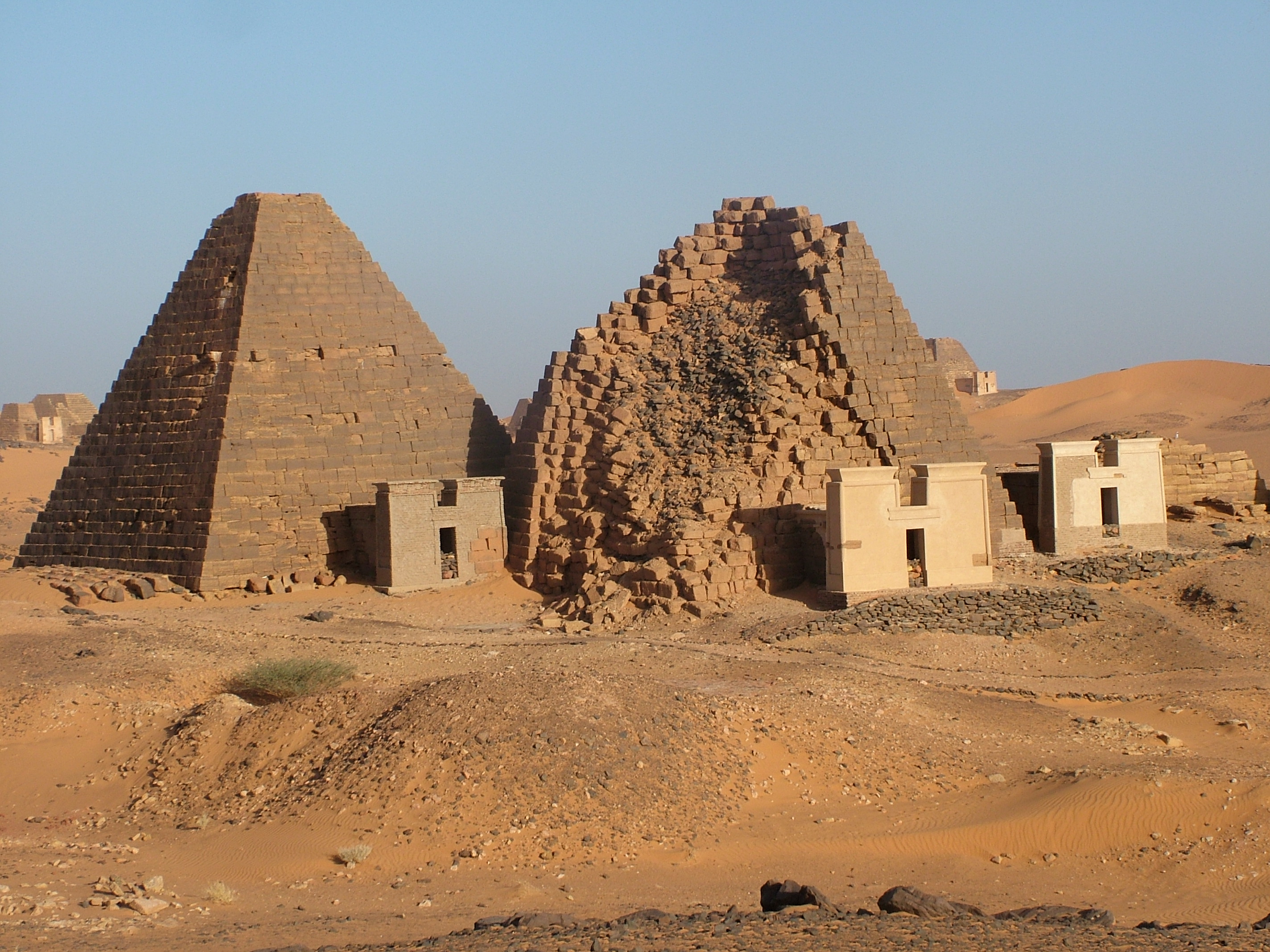
Pirámides de la necrópolis Sur

Las pirámides de Nubia, en Sudán, fueron construidas como monumentos para los reyes y reinas de Napata y Meroe. En Nubia se empezaron a construir pirámides más de 800 años después de las últimas tumbas reales que se hicieron en Egipto. Se diferencian de las egipcias sobre todo porque se construían con un ángulo mucho más pronunciado, de unos 70 grados, además de tener una altura mucho menor; se  conocen más de doscientas. Muchas tenían capillas construidas junto a su muro oriental y estaban decoradas con relieves. Casi todas las estructuras eran de tipo estándar con unas escalinatas, situadas al este de las capillas, que entraban hasta las cámaras mortuorias. Estas cámaras estaban compuestas de dos a tres salas en las cuales en las paredes, en ocasiones, había inscripciones del Libro de los muertos.
El rey Pianjy finalizó la campaña de conquista del Alto Egipto iniciada por su padre y después de reinar unos treinta años fue enterrado en una pirámide de estilo egipcio en El Kurru. Cuando en 1918 el arqueólogo estadounidense George Reisner dirigió unas excavaciones tan solo se encontraba en buen estado una de las pirámides; las otras estaban derruidas y cubiertas de escombros. Aun así se pudo constatar que la pirámide de Pianjy tenía una longitud de unos ocho metros por lado y una inclinación de 68 grados; una escalinata conducía a la cámara sepulcral a través de diecinueve escalones. Se han encontrado diferentes tumbas de los reyes en El Kurru, incluida la de Tanutamani, monarca que reinó de 664 a. C. a 653 a. C. Hacia 664 a. C. su predecesor, Taharqo, creó la necrópolis de Nuri, que sustituyó la de El Kurru.
La pirámide de mayor tamaño y más antigua de Nuri es la de Taharqo, faraón y también rey de Kush, que pertenecía a la Dinastía XXV de Egipto. Las medidas de la pirámide son de 51,75 m² de base y unos 50 metros de altura. Fue construida en dos etapas, con una pirámide interior más pequeña cubierta de piedra arenosa y el exterior que se realizó con hiladas escalonadas. El acceso se efectuaba por una escalinata colocada a la parte oriental; en el interior había una antecámara con bóveda de cañón y la cámara funeraria se dividía en dos naves laterales y una de central sostenidas por seis pilares tallados en la roca.
A unos cien kilómetros de Jartum se encuentran las pirámides de Meroe, que están agrupadas en tres necrópolis: la del Oeste, la del Sur y la del Norte. Probablemente, el primer rey que construyó su tumba en la zona fue Arqamani (Ergamenes II), en la necrópolis Sur; más tarde, las sepulturas reales se trasladaron a la necrópolis Norte. Las pirámides eran escalonadas, aunque cada cara del triángulo estaba enmarcada por franjas lisas en sus ángulos. Las capillas de las pirámides estaban decoradas con relevos, y su construcción se realizó usando piedra arenosa. Las últimas pirámides se construyeron de ladrillo y la superficie se escayolaba. Las pirámides construidas en el Oeste fueron ocupadas sobre todo por miembros de la nobleza y por familias importantes de Meroe. Hacia el año 350, con el ocaso del imperio, dejaron de construirse pirámides en la región.

## Pirámides mesoamericanas

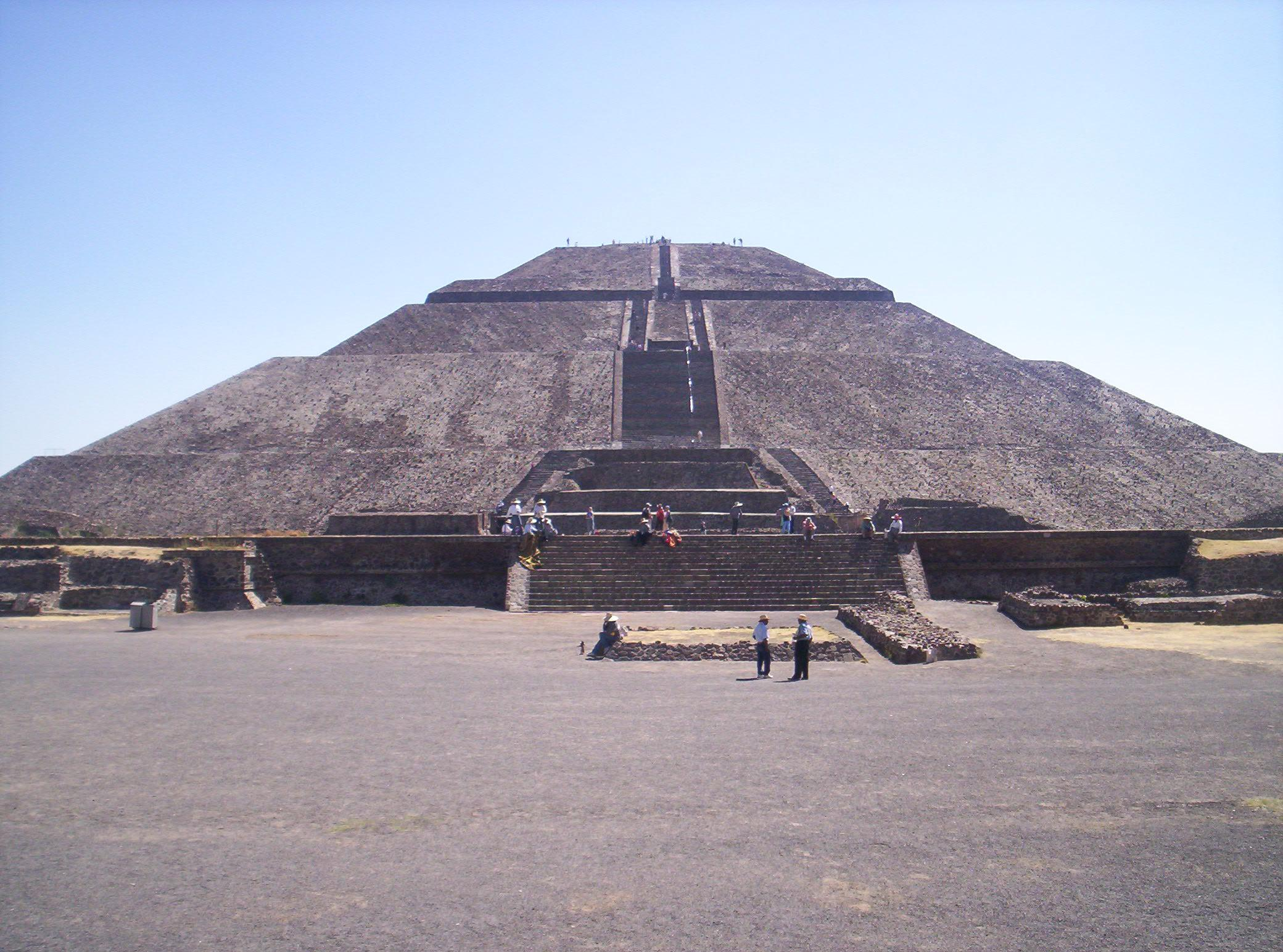
Pirámide del Sol, en Teotihuacán

Las construcciones precolombinas pertenecen al tipo de pirámides truncadas, es decir, que finalizan con un plano paralelo a su base, por lo que tienen truncado el vértice común de sus triángulos. Las pirámides truncadas preincaicas fueron construidas generalmente con adobe, un material muy poco resistente a la erosión y al paso del tiempo, por lo cual la mayoría de estas construcciones han desaparecido o se encuentran en estado ruinoso. Cerca del lago de Texcoco, en el valle de México, se encuentra la primera pirámide conocida de Mesoamérica; pertenece al período denominado Ticomán-Cuicuilco y está datada entre 400 a. C. y 300 a. C. La pirámide de Cuicuilco es de planta circular, con unos 135 metros de diámetro y 20 metros de altura; se trata de una construcción realizada con adobe, con una fachada de piedra lisa y un altar al aire libre situado en su cumbre.
Desde el punto de vista funcional, las pirámides precolombinas eran diferentes de las egipcias, puesto que no estaba construida con una finalidad funeraria sino como templo, como residencia de una deidad. Aun así, excavaciones recientes confirman que acostumbraban a incorporar tumbas, tal como se ha comprobado a la pirámide escalonada maya de Palenque, denominada Templo de las Inscripciones; en 1952 el arqueólogo mexicano Alberto Ruz Lhuillier descubrió en esta pirámide la tumba de Pakal el Grande. Una gran losa cubría la escalinata que bajaba hacia el interior del templo y en dos tramos llegaba a la cripta funeraria, que fue construida hacia el año 675.
En la parte del muro de cada escalonamiento muchas de las pirámides presentan un recubrimiento de piedra cortada como una hilera continua; en este recubrimiento hay esculpidas representaciones de jaguares, pumas, águilas o serpientes, así como todo tipo de ornamentos geométricos. Los templos estaban situados en la parte superior de la pirámide, y algunos tenían un gran pórtico ante la entrada que estaba repleta de imágenes, normalmente policromadas.
En Teotihuacán se  encuentra la Pirámide del Sol, uno de los ejemplos más importantes de la antigua arquitectura azteca. Fue construida en un determinado momento histórico sin añadidos posteriores, mientras que la mayoría de las pirámides aztecas se construyeron a lo largo de varios periodos aprovechando siempre las estructuras realizadas con anterioridad. La Pirámide del Sol está formada por cinco tramos muy escarpados construidos sobre una base casi cuadrangular. Tiene unos lados de entre 220 y 225 metros y una altura de 63 metros. A diferencia otras construcciones piramidales mesoamericanas, consta de una única escalera central que se va interrumpiendo en cada tramo.

### Simbolismo

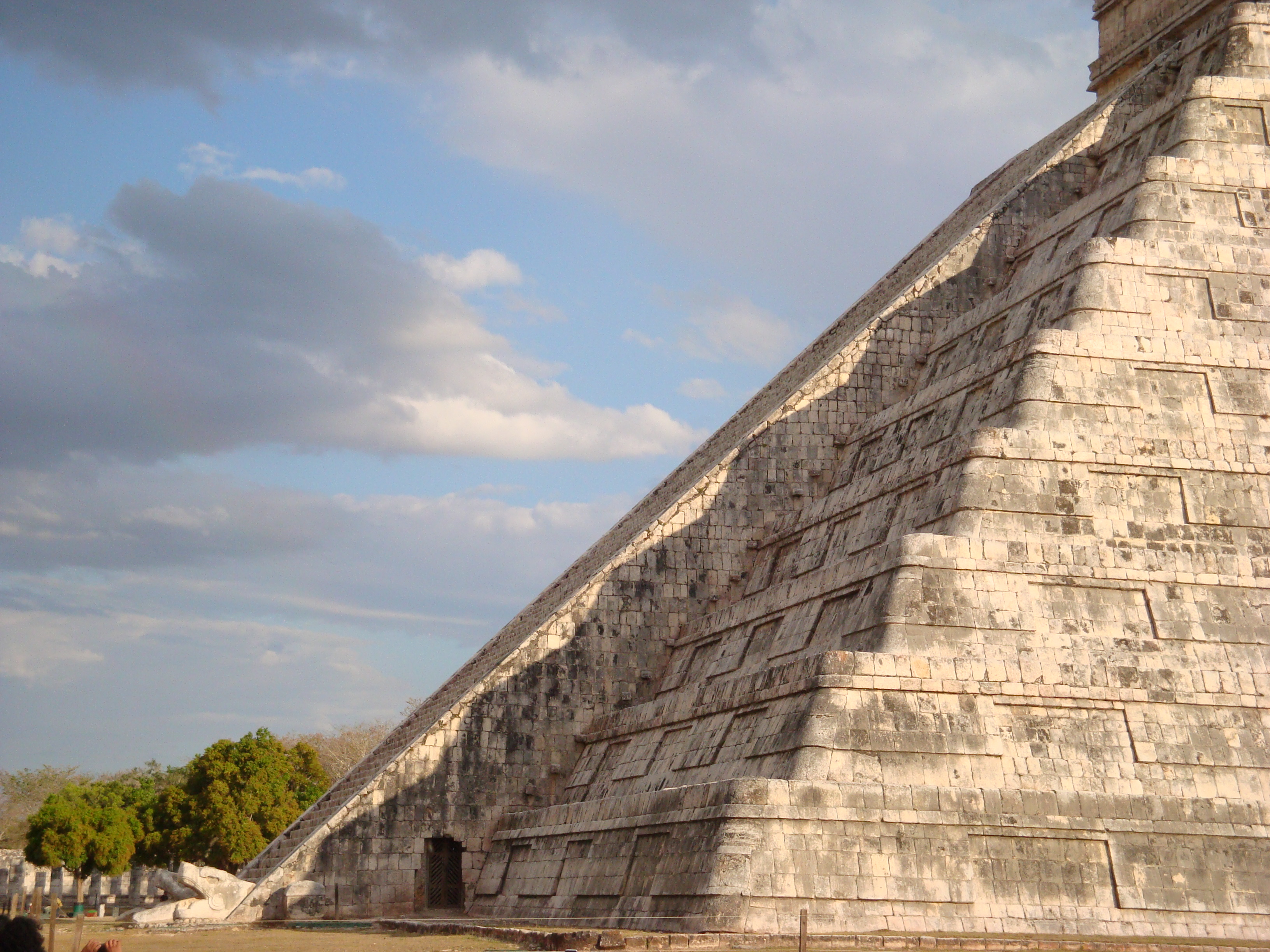
Triángulos de luz y sombra que aparentan el descenso de la serpiente Kukulkán por la escalinata en un día de equinoccio en el Templo de Kukulkán

El Templo de Kukulkán, la principal estructura arquitectónica de Chichén Itzá, demuestra que los mayas poseían amplios conocimientos en matemáticas, geometría, acústica y astronomía. En una sociedad originalmente agrícola, los mayas observaron con detenimiento el comportamiento de las estaciones y las variaciones de las trayectorias del Sol y de las estrellas y aplicaron todos estos conocimientos en la construcción del templo dedicado a su dios, Kukulkán. En la escalinata nornordeste del templo, durante el atardecer de los equinoccios de primavera y otoño, se observa una proyección solar serpenteante que consiste en siete triángulos isósceles invertidos de luz, como resultado de la sombra que proyectan las nueve plataformas de este edificio durante el ocaso, dando la sensación de que a medida que avanza el tiempo parece que del templo baje una serpiente y el último reducto de luz se proyecta en la cabeza de la serpiente, figura representada en piedra y que se encuentra en la base de la escalinata.
Como las demás culturas mesoamericanas, la cultura maya utilizó un calendario agrícola solar que denominaban Haab, que cuenta con 18 meses o uinales; cada uinal tiene 20 días o kines. Así, el calendario comprende 360 días regulares o kines, más cinco días adicionales, considerados días nefastos, denominados uayeb. El templo de Kukulkán tiene cuatro escalinatas, cada una de ellas con 91 escalones; esto es, 364 escalones, y considerando la plataforma superior del templo tenemos un total de 18 × 20 + 5 = 365 unidades que representan los días del Haab.
Hacia finales del siglo XX se incrementó el turismo en Chichén Itzá; accidentalmente, los guías turísticos descubrieron un efecto acústico que se produce también en la escalinata nornordeste del templo. Si una persona aplaude situado frente a la escalinata, el sonido del aplauso se propaga hacia el peralte de los escalones y rebota en forma de un eco distorsionado y se puede escuchar un chirrido similar al canto de un quetzal.

### Mayas

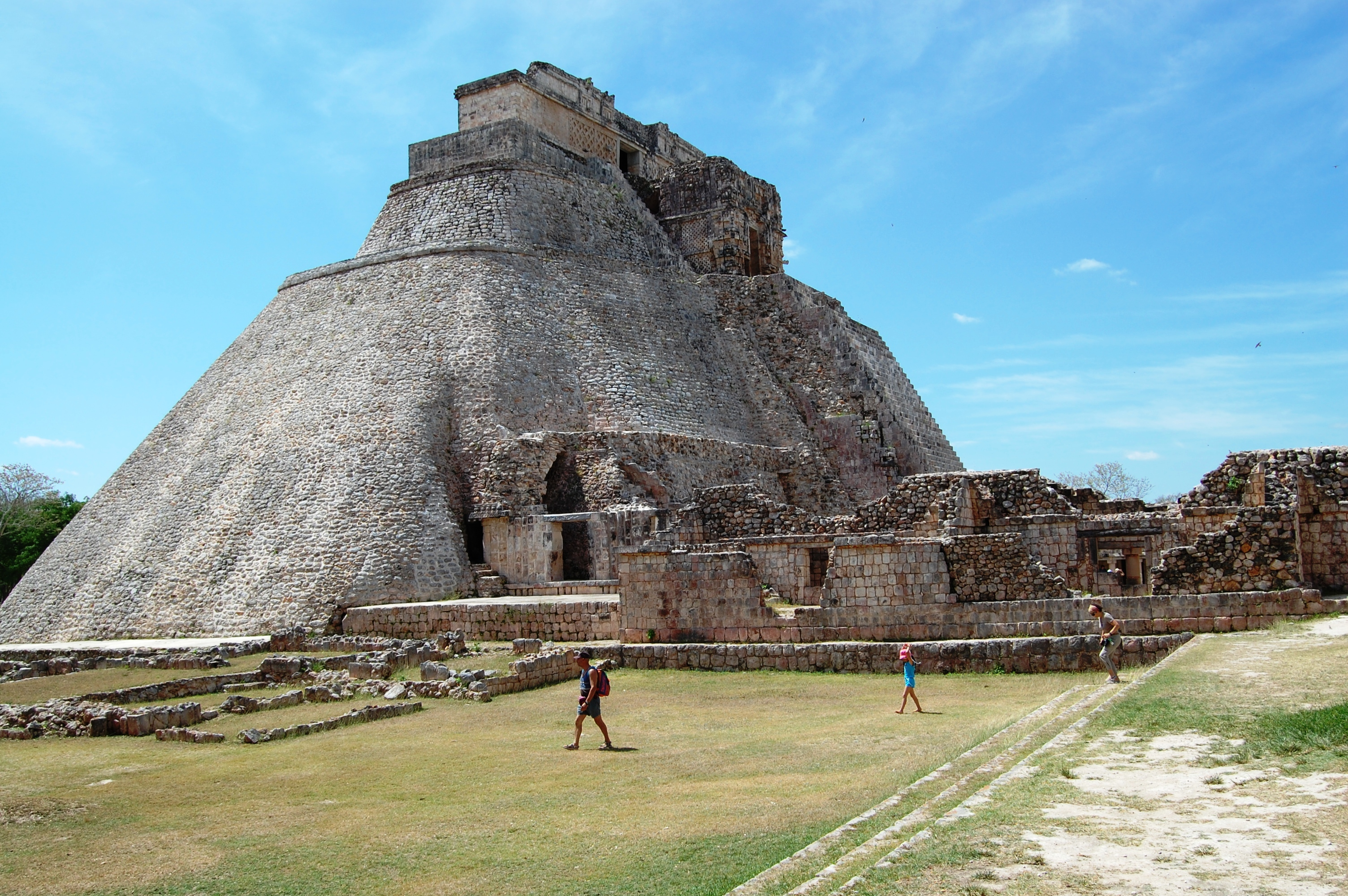
Pirámide del adivino en Uxmal

Las pirámides mayas normalmente consistían en una construcción escalonada que conducía a un templo situado a la cumbre. Se utilizaban con fines ceremoniales. Los restos más antiguos se calcula que datan del año 600. Entre las más importantes están:
- Templo de Kukulkán o «El Castillo», en Chichén Itzá (México).
- Pirámides de Tikal, en Guatemala.
- Pirámide de La Danta, en el sitio arqueológico El Mirador (Guatemala). Es una de las pirámides más grandes del mundo.
- Pirámide del adivino, en Uxmal (México).
- Templo de las Inscripciones, en el sitio arqueológico de Palenque (México).

### Resto de Mesoamérica

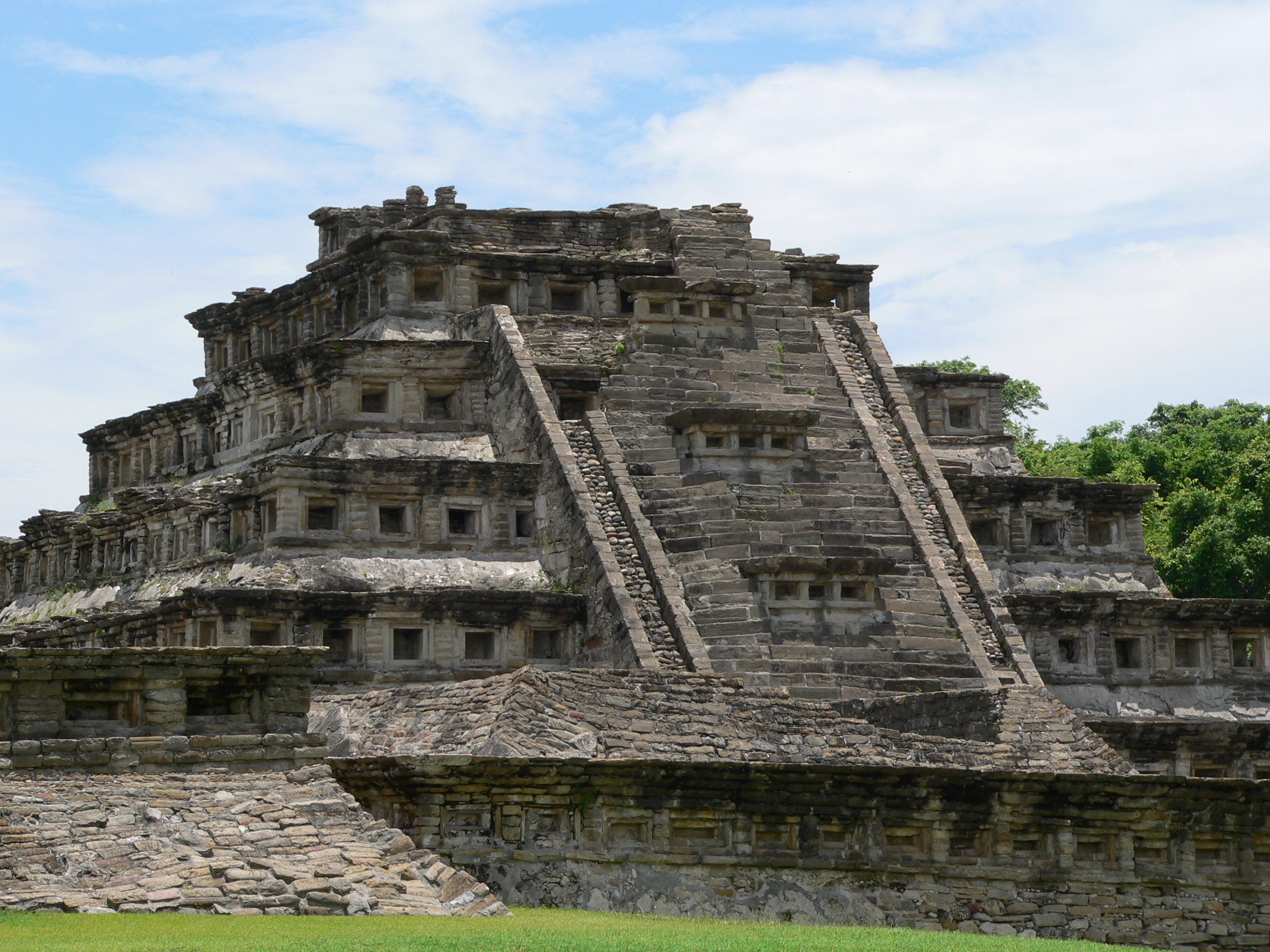
Pirámide de los Nichos

Los basamentos piramidales de Mesoamérica eran característicos de las culturas prehispánicas mexicanas. La Pirámide de los Nichos muestra una construcción original, realizada en siete tramos escalonados; tiene una gran escalinata para su ascensión por la cara norte y en todos sus lados se  encuentran unos nichos u hornacinas (en total 365), que se cree que pueden representar los días del año. Entre las principales pirámides mesoamericanas se encuentran:
- Pirámide del Sol, en Teotihuacán.
- Pirámide de la Luna, en Teotihuacán.
- Pirámide de los Nichos, en El Tajín.
- Gran Pirámide de Cholula, en Puebla.
- Pirámide de Cuicuilco, al sur de la Ciudad de México.

## Pirámides incas y pre-incas

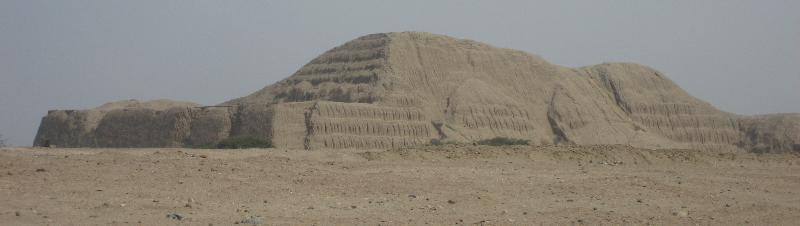
Huaca del Sol

Las pirámides incas fueron concebidas como residencias de las diferentes deidades. La cultura quechua, denominaba huaca tanto a las deidades como en los edificios en los cuales se les rendía culto
En cambio, antes que los incas, los mochicas también construyeron sus propias pirámides y las emplearon con fines administrativos. Estas construcciones denominadas comúnmente pirámides, se caracterizan por ser basamentos piramidales de uno o varios pisos.
Al mismo tiempo que en Egipto, se construyeron estructuras colosales en los Andes como Tumshukaiko en el Callejón de Huaylas. También se encuentran edificios piramidales en la cultura sechín, tales como Moxeque y Sechín Alto. También existió en el llamado Periodo formativo en la Costa Central una tradición de los llamados Templos en U con tres estructuras piramidales rodeando un espacio de reunión común. Algunos ejemplos de estas estructuras piramidales son Garagay en el distrito de San Martín de Porres y Huaca La Florida en Rímac.
Entre los quechuas era frecuente la construcción de una estructura piramidal de pequeñas o medianas proporciones llamada ushnu, que recordaba una montaña. Esta especie de pirámide, ubicada normalmente en el centro de las poblaciones, cumplía funciones rituales —como un tipo de altar— y administrativas; desde allá los jerarcas solían emitir sus mandatos.
Entra las principales pirámides de Sudamérica se encuentran:
- Pirámide de Akapana, en Tiahuanaco (Bolivia)
- Morro del Tulcán, en Popayán (Colombia)
- Huacas del Sol y de la Luna (Perú)
- Huaca La Centinela, de la cultura chincha (Perú)
- Pirámides de Túcume, de la cultura lambayeque (Perú)
- Huaca de los Reyes, de la cultura cupisnique (Perú)

## Otras pirámides
Entre otros ejemplos de construcciones piramidales se pueden destacar las pirámides escalonadas de barro de los igbos, la Pirámide Cestia, la estupa de Borobudur, los mandir de la India, la Pirámide de Xi'An, o las Pirámides de Güímar.

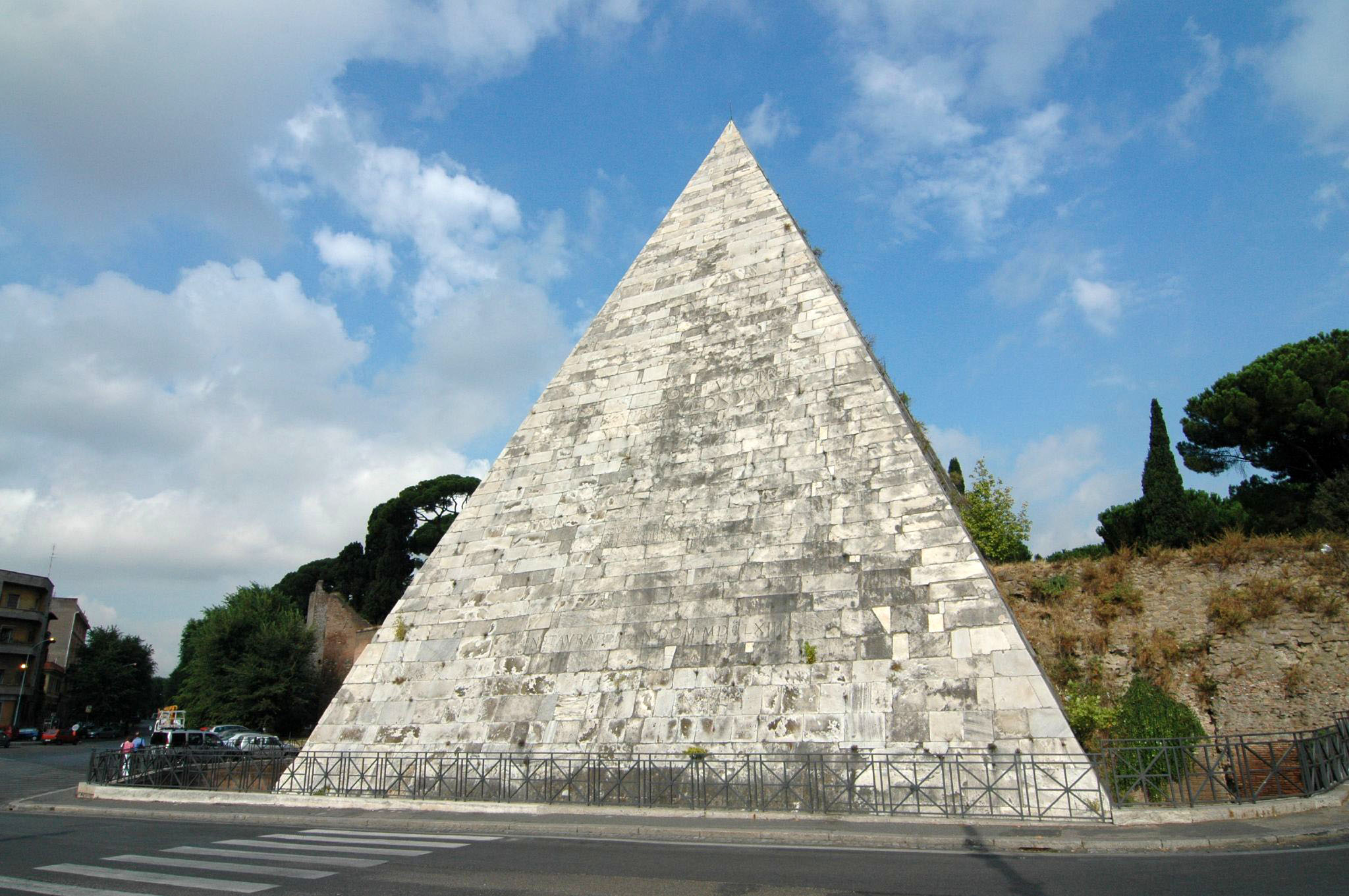
Pirámide Cestia
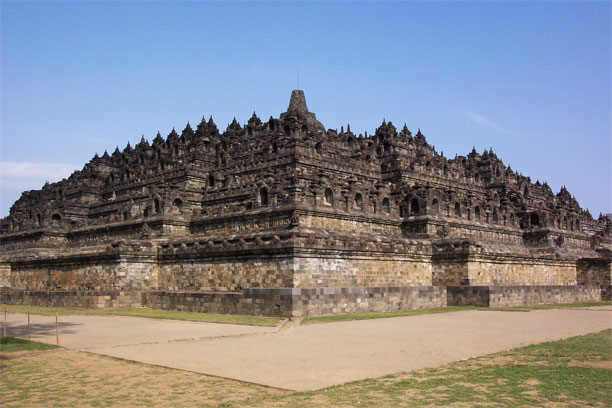
Estupa de Borobudur
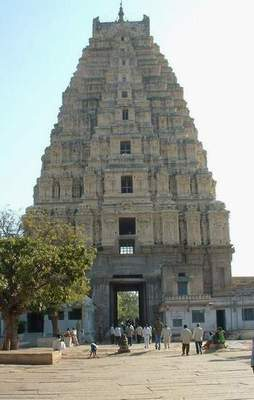
Templo de Virupaksha en Hampi (India)
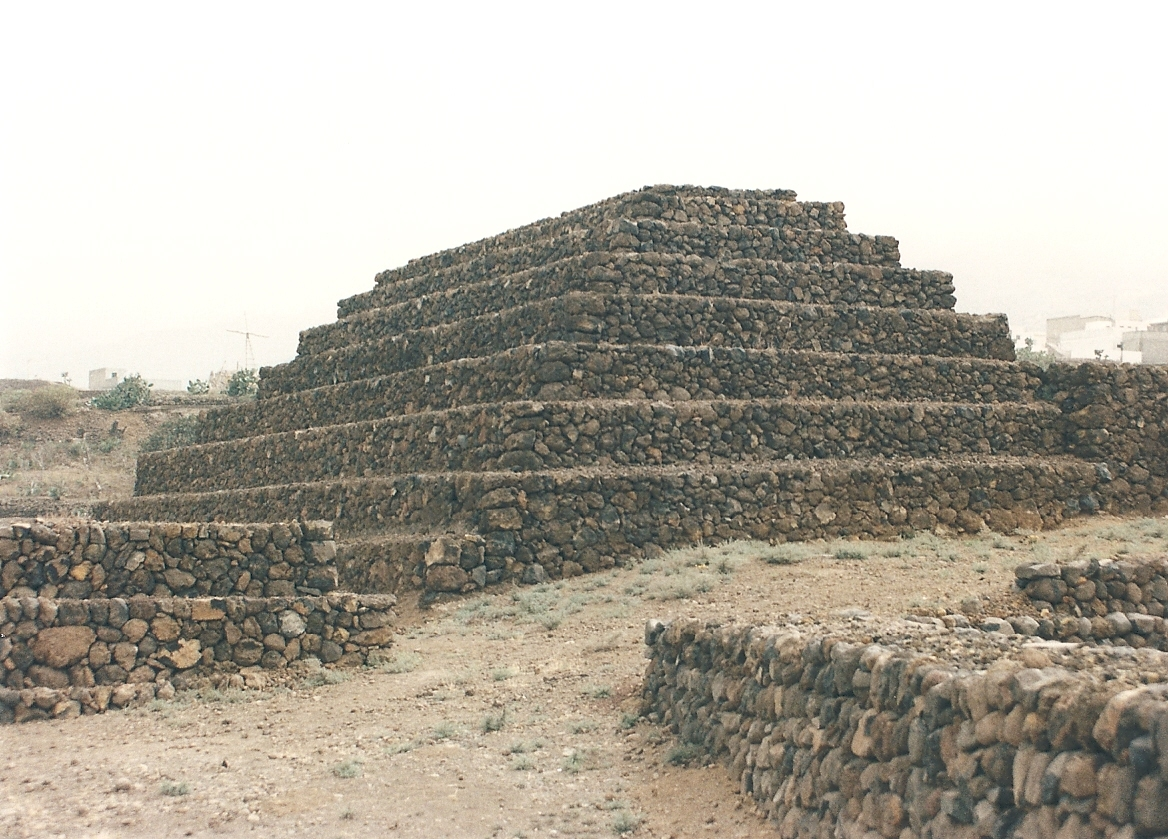
Pirámides de Güímar

La etnia africana igbo, que procede principalmente de Nigeria, construyó en la ciudad de Nsude unas pirámides escalonadas confeccionadas con barro. No tenían ningún carácter funerario y estaban dedicadas al dios Uadyet.
La Pirámide Cestia es una imitación romana del estilo egipcio; se encuentra junto a la Puerta San Paolo, en Roma. Se construyó hacia el año 12 a. C. como sepulcro del magistrado Cayo Cestio Epulón. Su base es cuadrada, tiene cerca de 30 metros de lado y alcanza una altura de 36,40 metros. Está confeccionada con ladrillo y recubierta de mármol. En las caras oriental y occidental se  encuentran inscripciones en latín donde aparece tanto el nombre de Cestio como detalles circunstanciales sobre su construcción. En el siglo siglo III fue anexada en las murallas aurelianas.
La estupa de Borobudur se encuentra en Indonesia. Es un monumento budista mahāyāna construida entre los años 750 y 850 que consta de seis plataformas cuadradas coronadas por otras tres circulares; está decorada con 2672 relieves y 504 estatuas de Buda. Sin espacios interiores como tienen otros templos de la zona y dado que presenta una forma piramidal, esta construcción de Borobudur fue identificada más como una estupa, que como un templo (candi en indonesio). En lugar de estar construido en una llanura, se edificó sobre una colina natural.
En la India no se construyeron pirámides de piedra. sin embargo abundan los mandir, templos con una forma piramidal que, según el tipo, son denominados de forma genérica «gopuram». Son como portales monumentales que permiten el acceso a los recintos sagrados. Desde el suelo el trazado piramidal es muy escarpado debido a la superposición de los pisos de planta rectangular. Como muchas pirámides, estas estructuras del hinduismo buscan imitar una montaña, en este caso, el sagrado monte Meru, que representa la simbología hinduista del axis mundi.
La Pirámide de Xi'An es una de las pirámides chinas. Estas pirámides son realmente antiguos túmulos, la mayoría de los cuales, si no todos, fueron destinados a usos funerarios. Muchas de estas pirámides están situadas en un radio de 100 kilómetros cerca de Xi'an, en la provincia de Shaanxi, en China central. Su forma es la de una pirámide truncada, con similitudes con las pirámides precolombinas. Xi'an es una área de un gran valor arqueológico y pocas pirámides han sido todavía exploradas.
Las Pirámides de Güímar, también conocidas como Majanos de Chacona, se encuentran en el municipio de Güímar, en la costa sudeste de la isla de Tenerife, a unos 26 kilómetros de la ciudad de Santa Cruz de Tenerife. Son seis construcciones en forma de pirámides escalonadas con una orientación astronómica. La mayoría de los arqueólogos creen que las pirámides fueron construidas por agricultores que habían acumulado las rocas por los bordes de sus labrantíos, tal como se hacía comúnmente en otras zonas de las islas Canarias. No se han encontrado pruebas que demuestren que estas pirámides hayan sido construidas por los antiguos aborígenes de la isla, los guanches, de hecho, hay pruebas arqueológicas que determinan que tienen una antigüedad no superior a los 200 años.

## Pirámides contemporáneas

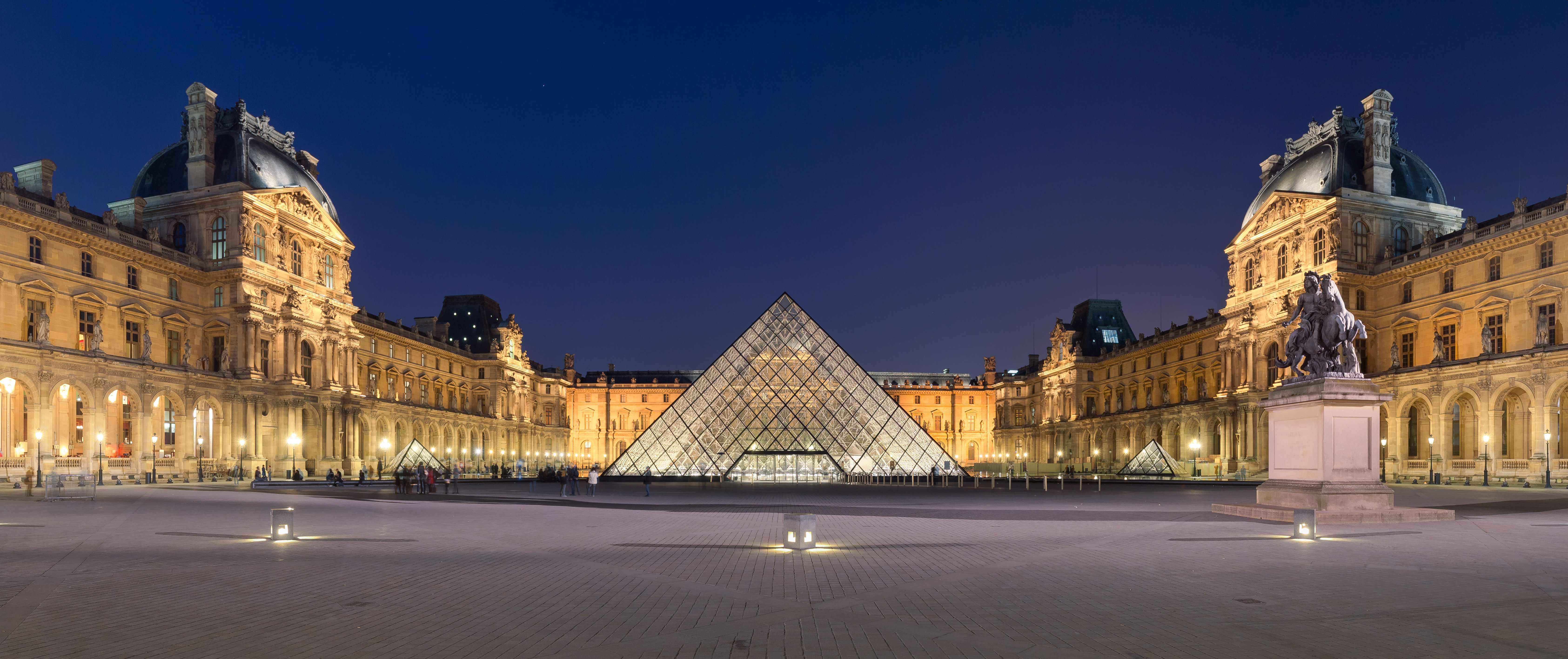
Pirámide del Museo del Louvre

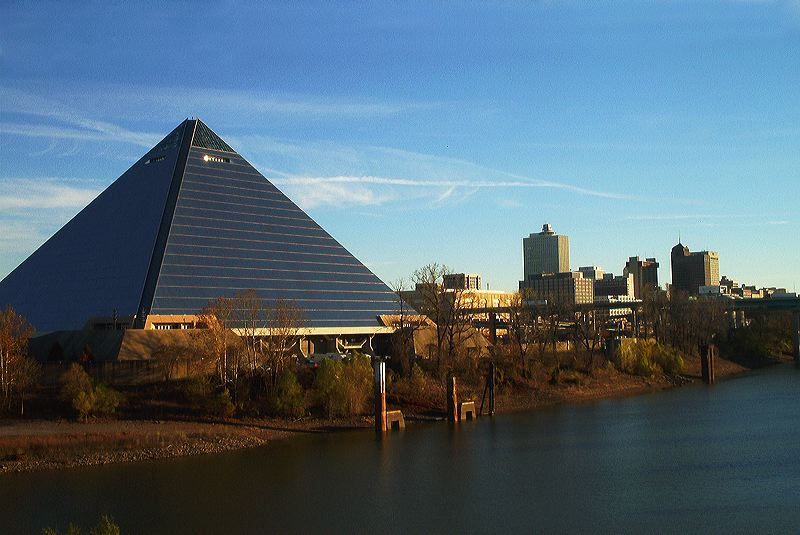
Pyramid Arena

Durante los siglos XVIII y XIX se produjo un renacimiento en el uso de los diseños piramidales en la construcción de casas, jardines, parques, tumbas y monumentos conmemorativos por parte de arquitectos y artistas como Giovanni Battista Piranesi, Johann Gottfried Herder, Étienne-Louis Boullée, Claude-Nicolas Ledoux o Antonio Canova, entre otros. En el siglo XIX también se utilizó la estructura piramidal aplicada a viviendas, edificios de negocios y lúdicos.
La Pirámide del Louvre, inaugurada el 1989, fue diseñada por el arquitecto Ieoh Ming Pei como acceso al edificio del Museo del Louvre, en París. Fue construida con una base de piedra y cemento y la estructura piramidal está confeccionada con aluminio y vidrio laminado transparente. Está formada por un total de 673 paneles en forma de rombos y triángulos, con un peso total de la estructura de 180 toneladas. La inclinación de sus paredes es de 51°, una inclinación igual que la de las pirámides egipcias.
El Pyramid Arena, un recinto deportivo de uso polivalente, fue inaugurado en 1991. Tiene cerca de 21 000 asientos y está situado en el centro de Memphis, en los Estados Unidos, a la orilla del río Misisipi. Tiene una altura de 98 metros y está entre las quince pirámides más grandes del mundo. Entre 2001 y 2004 fue la sede del equipo de baloncesto de la NBA Memphis Grizzlies.
El Walter Pyramid es el pabellón del equipo de baloncesto de la NCAA de la Universidad Estatal de California, Long Beach (California). El edificio consta de 18 plantas, tiene capacidad para 5000 espectadores y aloja un gimnasio y un centro de conferencias. Su construcción finalizó en 1998, con un presupuesto de 22 millones de dólares. El edificio adopta la forma de una pirámide de 105 metros de lado y 56 metros de altura y su acabado exterior está formado íntegramente por planchas de aluminio corrugado de color azul oscuro.
La Pirámide Transamerica, con 260 metros, es el edificio más alto de la ciudad de San Francisco (California). Con su distintiva forma piramidal, es una imagen característica del skyline de San Francisco y se ha convertido en uno de los símbolos de la ciudad. Diseñado por el arquitecto estadounidense William Pereira, se finalizó su construcción en 1972. Tiene dos veces la altura de la Gran Pirámide de Guiza, aunque su base es más pequeña. Al estar situado cerca de la falla de San Andrés en su construcción se tuvo en cuenta que pudiera resistir movimientos sísmicos.